# Slag bij Shanhaiguan
De Slag bij Shanghaiguan was een slag die eigenlijk meer over de Shanhaiguan-pas gaat en werd uitgevochten tussen de rebellen van Li Zicheng en het keizerlijke leger van de Ming-dynastie op 27 (of 28) mei 1644.

## Aanloop

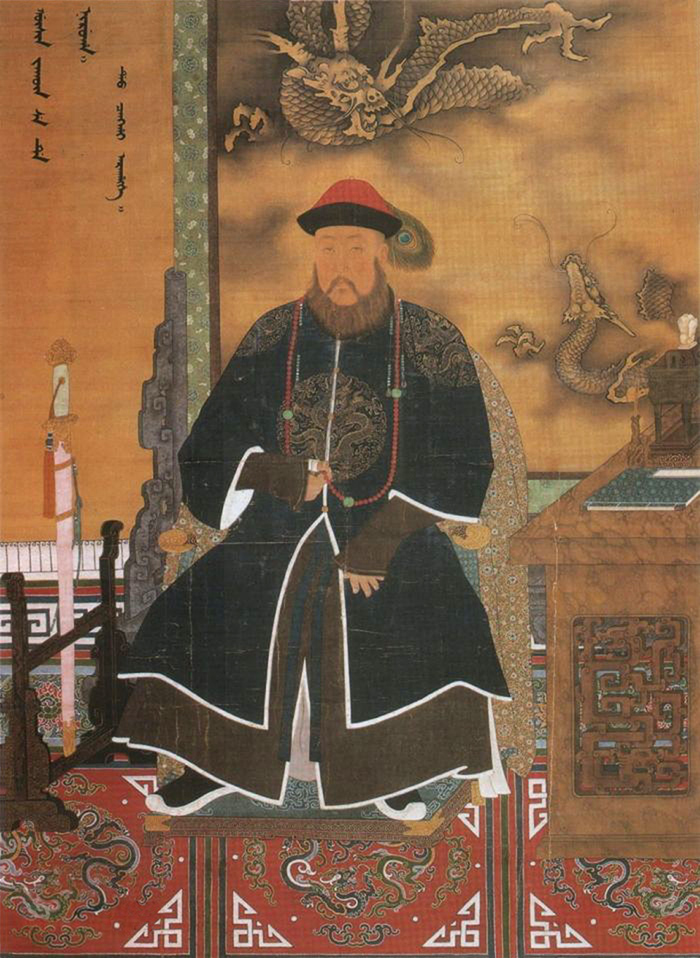
Dorgon

Halverwege de 17de eeuw was de Ming-dynastie ernstig verzwakt door interne opstanden en aanvallen van de steeds sterker wordende Mantjoes (of Qing-dynastie) in het noordoosten van het land. Een aantal hongersnoden tussen 1630 en 1640 wakkerden opstanden aan en rebellenleider Li Zicheng had een leger op de been gebracht dat Luoyang (1641) en Kaifeng (1642) wist te veroveren. China was onder de Ming-keizers een welvarend en uitgestrekt rijk maar door corruptie en een verstarde houding van de regering was het niet langer in staat een doeltreffend en adequaat leger op de been te brengen.

Keizer Chongzhen en zijn hopeloos verdeelde hof kon geen vuist maken en Peking werd op 25 april 1644 ingenomen waarna de keizer zichzelf ophing.
Het directe gevolg hiervan was dat generaals als Wu Sangui nu zowel politiek als militair tussen de rebellen en de Mantsjoes in kwam te staan. Wu was aanvankelijk niet geneigd om met de Mantsjoes mee te strijden maar toen hij het bericht ontving dat Li zijn familie had uitgemoord, gingen ze samen op pad tegen de rebellen. Zijn oom en enkele van zijn neven had reeds gediend onder de Mantsjoes gediend.

## De slag
Wu stelde het grootste deel van zijn leger op bij de Shenzhen He. De rest van zijn leger moest Shanhaiguan verdedigen. Tegenover hem stond Li's leger opgesteld in een brede en diepe formatie. Toen de Mantsjoes op het slagveld aankwamen, gaf Wu zich officieel over aan Dorgon terwijl zijn troepen voortdurend aanvallen lanceerden op de linies van de rebellen.

Wu's leger kreeg zware verliezen te verwerken maar de cavalerie van vendeltroepen van Dorgon kwam, onder dekking van een zandstorm, achterlangs om zo de linkerflank van Li te overweldigen en zo de rest van het leger op te rollen. De rebellen waren in complete verwarring en vluchtten naar alle kanten.

## Nasleep
Li Zicheng vluchtte naar Peking om zich daar tot keizer te kronen. Hij stichtte zo de korst regerende dynastie: de Shun-dynastie. Toen hij door had dat het leger van de Mantsjoes op komst was, liet hij de stad en de keizerlijke paleizen in brand steken.
De deur voor de verovering van China door de Mantsjoes was wijd opengezet.